# Davy Jones and Captain Bragg
Davy Jones and Captain Bragg è un cortometraggio muto del 1910 diretto da George D. Baker.

## Produzione
Il film fu prodotto dalla Vitagraph Company of America.

## Distribuzione
Distribuito dalla General Film Company, il film - un cortometraggio di 286 metri - uscì nelle sale cinematografiche statunitensi il 22 luglio 1910.
Non si conoscono copie ancora esistenti della pellicola che viene considerata presumibilmente perduta.